# Igino Ghisellini
Igino Ghisellini, né à Buonacompra (Italie) le 20 juillet 1895 et mort à Ferrare le 13 novembre 1943, est un ancien combattant des deux guerres mondiales et un militant de la première heure du Parti national fasciste , responsable fédéral du Parti fasciste républicain à Ferrare à partir de septembre 1943. Son assassinat, dont la responsabilité a été tour à tour imputée aux partisans et à ses propres compagnons d'armes, commis au moment même où le parti réunit son congrès à Vérone, donne lieu à des représailles qui coûtent la vie à onze citoyens de Ferrare, et marquent le début de la guerre civile.

## Biographie

### Jeunesse et Première Guerre mondiale
Ghisellini naît le 20 juillet 1895 à Buonacompra, localité de la commune de Cento (Émilie-Romagne). Il s'enrôle comme volontaire pendant la Première Guerre mondiale. En 1916 il est officier d'un groupe d'assaut (arditi) sur le front italo-autrichien où il est blessé le 6 octobre 1916. Rétabli, il prend part aux combats du 25 mars 1917 à Dosso Faiti, à ceux du 4 juillet 1918 à Monte Solarolo et du 16 septembre 1918 à Fossa Val Martin. À nouveau blessé, il est rapatrié mais décide de quitter l'hôpital où il effectue sa convalescence pour reprendre le service. Intégré au XVIIIe groupe d'assaut, il prend part aux combats du col della Martina le 26 octobre 1918 et il est blessé le jour suivant sur le mont Pertica.
En 1919, il participe à des actions militaires en Albanie, puis regagne l'Italie, où, en 1921, il s'inscrit au Parti national fasciste avec ses jeunes frères Massimiliano et Bruno. L'année suivante, il prend part à la marche sur Rome. Cette adhésion précoce au PNF lui garantit, par la suite, la reconnaissance de sa qualité de « squadrista ».
Il termine ses études de médecine vétérinaire à l'université de Bologne, et il est élu conseiller municipal de Cento le 17 décembre 1922. En 1929, il obtient un second diplôme en pharmacie et en chimie, et devient secrétaire du PNF de la localité de Casumaro, où il réside et exerce en tant que vétérinaire. En 1936, il se porte volontaire lors de la Seconde Guerre italo-éthiopienne, et combat à Neghe Sel Nurè le 5 mars 1937. Il fait ensuite un bref séjour en Italie et repart en 1938 pour prendre part, comme volontaire, à la guerre d'Espagne aux côtés des nationalistes.

### Seconde Guerre mondiale
En juillet 1941, Ghisellini entre à la direction fédérale du Parti national fasciste de Ferrare. Il a le grade de seniore (ancien) dans la Milice volontaire pour la sécurité nationale (MVSN). Il prend part à la Seconde Guerre mondiale sur le front yougoslave, au sein du LXXVe bataillon d'assaut des Chemises noires (bataillon « Ferrara »). Il participe ensuite aux opérations de contre-guérilla, aux côtés des Oustachis, dans la zone d'opérations croate. Il y perd un de ses parents, le médecin Costantino Ghisellini, tué dans une embuscade en 1942. Il regagne ses foyers en 1943.

### Responsabilités fédérales et assassinat
Au lendemain de l'armistice de Cassibile, signé le 8 septembre 1943, Ferrare est occupée par les troupes allemandes. Le préfet et les hiérarques locaux décident de la réouverture de la section municipale du Parti national fasciste, dans le but de soutenir le programme de la République sociale italienne, en voie de constitution. Alessandro Pavolini propose Igino Ghisellini au poste de secrétaire fédéral du Parti fasciste républicain, lui aussi en cours de création, sur les cendres de l'ancien PNF. Ghisellini prend officiellement ses fonctions le 21 septembre 1943, assumant dans le même temps le commandement de la 75e légion de la milice (légion « Italo Balbo »).
Ghisellini a l'habitude d'effectuer quotidiennement le trajet entre Ferrare et Casumaro à bord de la Fiat 1100 de la fédération du PFR. C'est le long de cette route que son automobile est retrouvée, le 13 novembre 1943, portant les traces de six coups de révolver. Son corps est découvert le lendemain, dans un fossé bordant la route, à Castello d'Argile.

### Annonce de l'exécution au congrès de Vérone et expédition punitive
La nouvelle de la mort de Ghisellini est communiquée alors que se tient le congrès du Parti fasciste républicain, à Vérone, où il était d'ailleurs attendu. À la tribune, Pavolini informe les participants et jure de venger « le camarade Ghisellini »
« 

Le commissaire de la fédération de Ferrare, qui aurait dû être ici avec nous, le camarade Ghisellini, a été tué de six coups de révolver. Notre pensée s'élève vers lui. Il sera vengé !
— Alessandro Pavolini le 14 novembre à la tribune du Congrès du PFR.

 »
Une expédition punitive s'organise immédiatement et un groupe quitte le congrès pour arriver à Ferrare dans l'après-midi. Le soir même, une liste de 84 habitants de la ville est dressée. Certains sont déjà emprisonnés, d'autres sont raflés à leur domicile. Onze personnes sont finalement fusillées à l'aube du 15 novembre,,,,.

## Controverses sur les responsabilités
Les circonstances exactes de l'assassinat de Ghisellini n'ont jamais été totalement éclaircies et restent l'objet de controverses. En 1943, Pavolini et les fascistes réunis à Vérone attribuent immédiatement la responsabilité aux militants antifascistes. Le 24 septembre 1944, la radio alliée L'Italia combatte s'adresse aux antifascistes de Ferrare : « Vous, patriotes de Ferrare, vous connaissez bien l'épisode. C'est vous-même qui avez fait justice, en novembre dernier, au secrétaire fédéral Ghisellini… ». Cette version est reprise par Giorgio Pisanò, qui met en cause les Groupes d'action patriotique (GAP, sur la base d'une copie du journal du Parti communiste italien, L'Unità, datée du 15 décembre 1943, dans laquelle un article intitulé Traditori fascisti giustiziati revendique l'homicide,.
Le témoignage de Spero Ghedini, recueilli par Pisanò, pointe également le camp des partisans. À l'époque résistant à Bondeno, dans les environs de Ferrare, Ghedini devient en 1944 commissaire communiste chargé de la formation pour la province de Ferrare, et membre du Comité national de libération (CNL) de la province. En 1983 dans un livre autobiographique Ghedini déclare :
« 

Le hiérarque a bien été exécuté par les partisans, et non par des fascistes qui auraient eu un différend avec lui, une thèse qui circule depuis de nombreuses années sans que personne se soit préoccupé de la démentir. Moi-même, dans une interview accordée il y a quelques années au périodique Vie Nuove, je l'ai déjà confirmé. L'attentat a été soigneusement préparé par Mario Peloni, qui parvint à convaincre trois camarades, après avoir longuement parlé de l'opportunité et la signification exemplaire de l'action. L'un des trois était de Ferrare, mais personne ne se souvient plus de son nom. Il s'agit d'une action qui s'imposait, d'une part en raison de lutte ouverte et, d'autre part, de par la nécessité d'éviter à tout prix la reconstitution du Parti fasciste et de sauvegarder l'unité récemment réalisée du mouvement antifasciste que les manœuvres faussement « pacificatrices » d'hommes comme Ghisellini tendaient à saper.

— S. Ghedini
,,,
 »
Le même Ghedini, revenant sur le sujet dans un entretien du 28 novembre 1983 publié par Pisanò, précise que « cette nuit-là, les camarades ont bloqué l'auto sur le bord de la route. Le véhicule et le cadavre ont ensuite été conduits à Castel d'Argile pour brouiller les pistes. L'attentat s'est déroulé aux portes de la ville, pour ainsi dire à quelques centaines de mètres du siège de la fédération fasciste, ».
Giorgio Bocca suit la même ligne et rattache l'assassinat de Ghisellini aux actions conduites à l'époque par les GAP, en notant l'importante caisse de résonance que constituait, pour les partisans, la tenue, au même moment, du congrès fasciste de Vérone. 

« Le terrorisme se répandit dans toutes les grandes villes : à Rome, après l'attentat manqué au théâtre Adriano où parlait Graziani, on s'attaque à la radio, on assassine des fascistes ; le GAP de Florence élimine le colonel Gobbi, chef du district ; à Gènes ils font sauter les trains allemands. L'assassinat de Ghisellini, juste au moment où se déroule le congrès de Vérone, fonctionne comme une caisse de résonance. Le journaux fascistes sont contraints d'en parler. »

La version attribuant l'assassinat aux partisans n'a cependant pas été reprise par tous les historiens. Certains pensent que l'article de L'Unità présenté par Viganò ne constitue pas une preuve suffisante. Selon Mimmo Franzinelli, la fédération fasciste locale conduisit elle-même une enquête discrète sur la piste interne, et la veuve de Ghisellini se disait convaincue qu'il s'agissait « d'une personne qu'il connaissait, sans quoi il n'aurait pas pu monter dans l'automobile ». La piste d'un crime passionnel a également été évoquée.
Selon certaines versions, Ghisellini aurait été tué par des camarades mécontents de sa récente nomination en tant que secrétaire fédéral. Ils lui auraient demandé de les prendre à bord de sa voiture et l'auraient assassiné pendant le trajet. L'hypothèse pourrait être confortée par le fait que Ghisellini semble avoir été tué de plusieurs balles à bout portant.
Dans l'immédiat après-guerre, un procès impute l'assassinat à une querelle interne au milieu fasciste local, conclusion que reprend à son compte Gianni Oliva tout comme Mimmo Franzinelli :
« 

L'épisode n'a jamais été éclairci, mais les versions les plus crédibles excluent le coup de main partisan et mettent en cause des conflits internes ou des convergences d'intérêts entre fascistes et « rebelles » pour l'élimination du secrétaire fédéral,.

 »
Aurelio Lepre a la même opinion. Renzo De Felice se limite à présenter les différentes versions sans prendre parti. Une version récente, citée par Franzinelli, reprend l'idée d'une convergence entre une initiative des résistants et les visées personnelles de fascistes opposés à Ghisellini. Cette version met en avant le fait que ce dernier, bien que menacé, ait été privé, justement le soir du 13, de son garde du corps, Edgardo Baiesi. Bruno Rizzieri, membre du corps de garde affecté au contrôle des accès de la ville, serait le personnage central du crime. Passé par la suite du côté des partisans, Rizzieri est tué par ses anciens camarades fascistes le 30 avril 1944.
Claudio Pavone ne se prononce pas sur les mobiles, se contentant de mentionner que les fascistes, en représailles, commettent le massacre de Ferrare au moment même où se déroulait le congrès de Vérone, qui représente donc « un tournant décisif vers la guerre civile ». En 2010, au cours d'une convention d'historiens, il attribue l'assassinat aux partisans.

## Postérité
La XXIVe Brigata Nera, en garnison à Ferrare, edt intitulée « Igino Ghisellini ». En 2008, le conseil municipal de centre-droit de la commune de Cento donne son nom à une rue, provoquant l'indignation de la communauté juive et de l'opposition communale.

## Sources
- (it) Cet article est partiellement ou en totalité issu de l’article de Wikipédia en italien intitulé « Igino Ghisellini » (voir la liste des auteurs).